# 情詩
情詩，是詩的一種，也是愛情表達的一種形式。詩人可以寫情詩，一般的人也可以寫情詩。情詩的定義簡單說來就是情人之間傳達愛意的詩。如果是信件，就會稱為情書。
中國有很多著名的情詩。亦有從情詩中發展出來的小說和戲曲。最早的中國情詩可能是诗经中的第一首诗：《国风·周南》中的《关雎》。比較特別的是目前的中文流行情歌中，有很多也是從古典情詩中演變來的歌詞。
西方近代著名的情詩詩人有：聶魯達；泰戈爾。

## 外部連結
中國情詩文選